# High on Life (singolo)
High on Life è un singolo del DJ olandese Martin Garrix. Una ballata progressive house con il cantautore e cantante svedese Bonn, è stata pubblicata tramite la sua etichetta Stmpd Rcrds, che ha la licenza esclusiva di una sotto etichetta di Sony Music, Epic Amsterdam.  I crediti di produzione della canzone consistono in frequenti collaboratori di Garrix, Matisse & Sadko, il co-produttore del defunto musicista Avicii, Albin Nedler e il produttore affermato Giorgio Tuinfort, che ha prodotto più canzoni con Garrix.

## Descrizione
Quando Martin Garrix finì il suo spettacolo nel Stmpd Stage al Tomorrowland 2018 week 1, annuncia una grande sorpresa che presenterà al Mainstage per lo spettacolo di chiusura della prima settimana. Il giorno dopo alla chiusura della prima settimana del Tomorrowland, oltre aver presentato una serie di ID in anteprima mondiale, suona anche quest'ultimo come canzone di chiusura e con la partecipazione del cantante Bonn. Qualche giorno prima della sua performance al week 2, La label di Garrix, tramite Twitter, annuncia che il brano uscirà immediatamente "nel momento in cui (Garrix) la suona al Tomorrowland". Il brano è stato rilasciato nello stesso giorno e stesso orario. Successivamente il brano è stato utilizzato come Outro per i suoi spettacoli successivi.

## Produzione
La canzone è stata paragonata musicalmente ai singoli precedenti di Garrix come "Dragon", "Lions in the Wild" e "Forever", come un "brano progressive house energico e pieno di emozioni".  La canzone è nota come un "ritorno alle sue radici" in riferimento allo stile musicale crossover regolare di Garrix tra la musica pop e la sua tipica big room house e progressive house .
Descritta come una canzone estiva edificante che è una "melodia di festival house ricca di synth", la produzione della canzone è stata paragonata allo stile del defunto DJ svedese Avicii , che aveva lavorato con Garrix per la canzone " Waiting for Love ".

## Video musicale
È stato anche pubblicato il video musicale della canzone, con clip della performance di Garrix a Tomorrowland che mostra "il volto più standard e spettacolare di Tomorrowland".  È stato rilasciato su YouTube e sulle piattaforme di streaming cinque minuti dopo la fine della performance al Tomorrowland.

## Formazione
- Martijn Garritsen - produzione, composizione, scrittura di canzoni, interprete
- Matisse & Sadko - produzione
- Kristoffer Fogelmark - composizione, scrittura di canzoni, voce
- Albin Nedler - composizione, scrittura di canzoni, cori
- Giorgio Tuinfort - comporre, scrivere canzoni